# Каэркомман
Каэркомман (ирл. Cahercommaun) — доисторический форт, расположенный в Ирландии, в графстве Клэр, рядом с деревней Карран (ИКС 283 965) и построенный около 800 года нашей эры. Состоит из трёх концентрических стен, средняя из которых — 5 футов в толщину и 4-14 футов в высоту. В самой внутренней стене есть три камеры. Только внутренняя стена представляет собой полный круг, две прочие, соединённые вспомогательными стенами — лишь полукруги.
Форт был обнаружен в 1934 году Третьей гарвардской археологической экспедицией. Каэркомман был жилищем для примерно 40 людей, среди найденных предметов — деревянные веретёна, использовавшиеся для ткачества. Здесь же была найдена серебряная брошь (которая теперь хранится в Национальном музее Дублина), доказывающая, что форт существовал в IX веке; ещё здесь был найден висячий замо́к.
Раскопки дали важные артефакты железного века на данной территории. Некоторые находки относятся к поселению V и VI веков, хотя форт вокруг поселения и был построен позже.
Форт является кандидатом на включение в список Всемирного наследия ЮНЕСКО в Ирландии.